# Rainy Ridge
Rainy Ridge är en ås i Kanada.   Den ligger på gränsen mellan provinserna Alberta och British Columbia, i den södra delen av landet, 2 900 km väster om huvudstaden Ottawa.
I omgivningarna runt Rainy Ridge växer i huvudsak barrskog. Trakten runt Rainy Ridge är nära nog obefolkad, med mindre än två invånare per kvadratkilometer.